# Józef Grzegorz Wojtarowicz
Józef Grzegorz Wojtarowicz (ur. 10 marca 1791 w Szynwałdzie, zm. 31 maja 1875 w Krakowie) – duchowny rzymskokatolicki, biskup diecezjalny tarnowski w latach 1840–1850.

## Życiorys
Józef Wojtarowicz urodził się w Szynwałdzie 10 marca 1791. Wstąpił do seminarium lwowskiego. Po jego ukończeniu kontynuował studia wyższe w Wiedniu, gdzie w 1817 przyjął święcenia kapłańskie. Po roku studiów objął stanowisko profesora teologii moralnej w nowo powstałym przemyskim seminarium.
Był m.in. kanclerzem, inspektorem szkół, kanonikiem katedralnym, prałatem, a po śmierci biskupa Michała Korczyńskiego został wikariuszem kapitulnym diecezji przemyskiej. W 1840 został mianowany biskupem młodej (istniejącej od 1786–1805 i ponownie od 1815) diecezji tarnowskiej.
Był pierwszym Polakiem kierującym tą diecezją. Nowy biskup miał przed sobą ogromną pracę, była to przede wszystkim walka z pijaństwem wśród chłopów. Jako biskup znacznie przyczynił się do budowy nowych i odnowy starych kościołów, starał się zwiększyć aktywność kapłanów w sprawowaniu sakramentów świętych, kładł nacisk na głoszenie homilii, śpiewanie polskich pieśni kościelnych, a także na katechizację ludności, w tym dzieci i młodzieży. Biskup Wojtarowicz zakładał na terenie diecezji liczne towarzystwa trzeźwościowe zupełnie nieznane wcześniej w Tarnowie, gdzie zachęcał wiernych do abstynencji lub do ograniczenia spożywania trunków. Popierał także misje parafialne i sprowadzał do diecezji licznych kaznodziejów, przede wszystkim jezuitów, franciszkanów, bernardynów i karmelitów.
Za jego czasów notuje się także rozwój szkolnictwa wiejskiego. Rządy biskupa Wojtarowicza przypadły na czas zaborów, a także powstania w 1846 i rzezi galicyjskiej. Biskup starał się trzymać nieco na boku, choć wstawiał się o uwolnienie aresztowanych księży, można jednak stwierdzić, że do powstania ustosunkowany był pozytywnie. Tym przede wszystkim naraził się władzom austriackim, które w 1850 skłoniły go do rezygnacji. Po opuszczeniu diecezji biskup Wojtarowicz osiadł w klasztorze oo. Cystersów w Krakowie-Mogile, a nowym biskupem tarnowskim został ks. Józef Alojzy Pukalski. Ze względu na pogarszający się stan zdrowia biskup przeniósł się do kościoła św. Mikołaja, a potem do kościoła św. Floriana.
Biskup Wojtarowicz cieszył się w Krakowie szacunkiem zarówno wśród biednych, którym pomagał, jak i wśród możnych. Jego przyjacielem był prezydent Krakowa Józef Dietl. Zmarł 31 maja 1875. Został pochowany na cmentarzu Rakowickim w Krakowie.